# سنوات النار (مسلسل)
سنوات النار ضمن مجموعة المسلسلات التي عرضتها قناة البغدادية الفضائية في ليالي شهر رمضان المبارك المسلسل العراقي (سنوات النار) عام 2008 وهو الجزء الثاني من مسلسل امطار النار الذي عرضته وانتجته نفس القناة في العام 2009 .وهو مسلسل درامي كبير يستعرض مرحلة هامة من تأريخ الشعب العراقي قبل وبعد اجتياح الجيش الصدامي وقرار التجفيف الهمجي للاهوار وما انتجه من معاناة لسكانها طيلة أكثر من عشرين عاما حتى زمن السقوط المذل.
يعتبر مسلسل سنوات النار من أضخم الأعمال الدرامية العراقية على صعيد الملحمة التأريخية من حيث المضمون ومواقع التصوير وعدد الممثلين والأمكانيات المالية التي دعمت هذه التجربة الهامة في تأريخ الدراما العراقية.
كتب المسلسل صباح عطوان واخرجه هاشم أبو عراق بعد اعتذار المخرج عزام صالح عن الاستمرار لاسباب (صحية) وقام بادوراه الرئيسية عواطف السلمان وميمون الخالدي وكاظم القريشي وعبد الجبار الشرقاوي وعبد الرزاق سكر.
امتاز المسلسل بشعبيته الكبيرة المستمدة من الجزء الأول وخصوصا في وسط وجنوب العراق بسبب واقعية قصته وتماسها مع حياتهم اليومية وما جرى عليهم من ظلم النظام البائد فكانت القصة جريئة والتاريخ قريب لازال المجرمون فيه يحاكمون بتهمة قمع الانتفاضة الشعبية التي صنعتها ايدي أبناء الجنوب وأبناء الهور بالخصوص.
امتاز بالعقلية المتفتحة لمخرجه وكاتبه والتطور الملحوظ في اداء الشخصيات الرئيسية وخصوصاً من فناني محافظة ذي قار الذين كان لهم حضور جيد فيه، ومن أهم الامور التي ركز عليها المسلسل هي الجوانب الرائعة عند الإنسان العراقي الريفي مثل النخوة والطيبة والكرم والشجاعة وصوره تصويراً محترماً ضارباً ورافضاً بذلك كل الأعمال الهابطة التي امتهنت واستهزأت وسخرت من ابن الريف الطيب الفطري كما حصل في عدة مسلسلات كان اخرها (ماضي يا ماضي) الذي عرضته قناة السومرية .
كان للمؤثرات الصوتية والصورية ومشاهد التفجيرات والمعارك الاثر الكبير في انجاح المسلسل شعبيا بسبب الدقة والامكانيات الجيدة التي تمتع بها مخرج العمل رغم بعض الملاحظات التي تسجل عليه واهمها وابرزها الحوارات التي تدور بين ابطال المسلسل وخصوصا بين المراة والرجل فلا اللهجة والحسكة متوافرة فيه ولا التناغم في الزمان والمكان للحديث موجود كما حصل أكثر من مرة في حوارات رومانسية وعاطفية بين ابنة الريف وحبيبها الشاب وامام عدد غير قليل من رجال الهور المعروفون بطبيعتهم الرجولية الصلبة وهم الذين اثروا معارضة نظام حكم دموي ووحشي على ان يقبلوا بافعاله ويكونوا من التابعين له فهل يقبلوا بأن تتكلم ابنتهم امامهم مع رجل غريب بكلام لا يليق بأبنة المدينة المتحضرة فضلاً عن الريفية، ثم ان هكذا حوارات لا تنفع ولا تتناسق مع احداث المسلسل النارية الغالب عليها الموت والانفجارات والمعارك والتهجير والتعذيب وكذلك النفاق والتدليس من قبل ازلام النظام المندسين، كذلك أشار عدد من المشاهدين الذين استطلعنا اراءهم إلى عدد غير قليل من المفردات والمصطلحات التي لا تمت بأية صلة لأهل الجنوب فضلاً عن أهل الهور والغريب ان هناك العديد من فناني الناصرية متواجدين في العمل فكيف فاتهم ان ينبهوا المخرج على تلك الاخطاء الكبيرة التي اضرت اضرارا مؤثرا على نجاح المسلسل فمهما كانت القصة جميلة والاخراج متميز الا ان المتلقي يهتم اولا بالحوارات والكلام والجمل أكثر من اهتمامه بالموضوع وخصوصاً المتلقي الشعبي وليس النخبوي، وامر اخر سلط المشاهد عليه سهام نقده وهي الحركات غير الدقيقة التي يقوم بها بعض الممثلين وخصوصا الممثلات حيث تاتي غير منسجمة مع الحدث ولا مع الموقف فهل هذا خروج عن النص ام انه اجتهاد شخصي ام خلل في التفاهم بين المخرج والكاتب والممثل.
عموماً كان المسلسل ناجحاً جماهيرياً وشعبياً لكنه لم يصل إلى المستوى الذي يؤهله ان يكون اضخم إنتاج درامي في تاريخ الدراما العراقية بل ان عدد من الفنانين الذين استطلعنا اراءهم ( وامتنعوا عن ذكر اسماءهم ) قالوا ان المسلسل غير مقنع ونحن غير مقتنعين بأغلب مقاطعه التمثيلية .